# Фолкон Меса (Тексас)
Фолкон Меса (енгл. Falcon Mesa) насељено је место без административног статуса у америчкој савезној држави Тексас.

## Демографија
По попису из 2010. године број становника је 405, што је 101 (-20,0%) становника мање него 2000. године.
| Група             | 2000.       | 2010.       |
| Белци             | 343 (67,8%) | 145 (35,8%) |
| Афроамериканци    | 2 (0,4%)    | 4 (1,0%)    |
| Азијати           | 1 (0,2%)    | 10 (2,5%)   |
| Хиспаноамериканци | 155 (30,6%) | 247 (61,0%) |
| Укупно            | 506         | 405         |